# Climaciella amapaensis
Climaciella amapaensis är en insektsart som beskrevs av Penny 1983. Climaciella amapaensis ingår i släktet Climaciella och familjen fångsländor. Inga underarter finns listade i Catalogue of Life.